# Halterofília als Jocs Olímpics d'Estiu de 1920 - pes mitjà
La competició del pes mitjà, amb un pes dels aixecadors inferior a 75 kg, va ser una de les cinc proves d'halterofília que es disputà durant els Jocs Olímpics d'Anvers de 1920. Hi van prendre part 10 aixecadors en representació de 7 nacions.

## Medallistes
| Or                | Plata                | Bronze                  |
| Henri Gance (FRA) | Pietro Bianchi (ITA) | Albert Pettersson (SWE) |

## Resultats
| Pos. | Aixecador         | Nació         | Total | Pes alçat | Pes alçat | Pes alçat |
| Pos. | Aixecador         | Nació         | Total | Arrancada | Impuls    | Dos temps |
| ---- | ----------------- | ------------- | ----- | --------- | --------- | --------- |
| 1    | Henri Gance       | França        | 245,0 | 65,0      | 75,0      | 105,0     |
| 2    | Pietro Bianchi    | Itàlia        | 235,0 | 60,0      | 70,0      | 105,0     |
| 3    | Albert Pettersson | Suècia        | 235,0 | 55,0      | 75,0      | 105,0     |
| 4    | Tinus Ringelberg  | Països Baixos | 225,0 | 55,0      | 65,0      | 105,0     |
| 5    | Paul Ledran       | França        | 220,0 | 55,0      | 65,0      | 100,0     |
| 5    | Christian Jensen  | Dinamarca     | 215,0 | 55,0      | 60,0      | 100,0     |
| 7    | Marcel Marchand   | Bèlgica       | 205,0 | 55,0      | 55,0      | 95,0      |
| 8    | Piet Belmer       | Països Baixos | 165,0 | SP        | 65,0      | 100,0     |
| 8    | Georges De Proft  | Bèlgica       | 120,0 | 55,0      | 65,0      | SP        |
| 10   | Ahmed Samy        | Egipte        | 55,0  | 55,0      | SP        | SP        |